# رنه فاوالورو
رنه فاوالورو (اسپانیایی: René Favaloro‎؛ ۱۲ ژوئیه ۱۹۲۳ – ۲۹ ژوئیهٔ ۲۰۰۰) یک جراح قلب نامدار آرژانتینی بود.
او یکی از پیشگامان جراحی بای‌پس سرخرگ کرونری قلب است و بدین واسطه شهرت دارد.
رنه تحصیلات اولیهٔ پزشکی و تخصص خود را در «دانشگاه ملی پلاتا» در آرژانتین در سال ۱۹۴۹ به پایان رساند و سپس برای دورهٔ تکمیلی جراحی قلب به کلینیک کلیولند در اوهایو رفت و زیر نظر «دونالد بی. اِفلر» رئیس دپارتمان جراحی قلب و عروق و «اف. میسون سونس» مسئول بخش آنژیوگرافی و سرپرست بخش بیماری‌های قلب، دوره‌های آموزشی لازم را گذراند.
وی در آغاز بیشتر بر روی جراحی و ترمیم اختلالات دریچه‌ای قلب متمرکز بود؛ اما بعدها به سایر حوزه‌های بیماری‌های قلبی علاقه‌مند شد. او در پایان هر روز، با وجود خستگی مفرط ناشی از یک روز پُرمشغله و سنگین، ساعت‌های متمادی به مطالعه سرخرگ‌های کرونری و بررسی آنژیوگرافی آنها می‌پرداخت. با شروع سال ۱۹۶۷ میلادی، او به این فکر افتاد که شاید بتوان از سیاهرگ صافن بزرگ در جراحی کرونر قلب استفاده کرد و در ماه مه همان سال، این کار را برای نخستین بار عملی کرد. با استانداردسازی این روش که ناحیهٔ مسدود شده در این شریان‌های حیاتی و کوچک قلب را دور می‌زند، این روش امروزه به نام جراحی بای‌پس سرخرگ کرونری شناخته می‌شود و نقش مهمی در درمان و ادامهٔ حیات بیماران قلبی دارد. کتاب مشهور او با عنوانِ «درمان تصلب شرائین کرونری با جراحی» در سال ۱۹۷۰ منتشر شد.
رنه فاوالورو همچنین برندهٔ جوایزی همچون نشان شایستگی از جمهوری ایتالیا شده‌است.